# Jet Sounds
Jet Sounds ist ein Acid-Jazz-Album von Nicola Conte. Die um 1999 entstandenen Aufnahmen erschienen im Oktober 2000 auf Schema Records.

## Hintergrund
Im Jahr 1993 produzierte Nicola Conte das erste Fez Collective-Album für das Label Right Tempo, Introducing the Paulo Achenza Trio, gefolgt vom Debütalbum des Pianisten. Damals sagte Conte: „Ich habe mit der Musik dieser Aufnahme immer zwei unterschiedliche und lebendige Bilder verbunden, eines davon ist das Giorgio Gaslini Quartett, das nachts in den wunderschön beleuchteten Gärten der Villa in Michelangelo Antonionis Film La Notte [1961] spielt; das andere ist Paolo voller Inspiration und Schweiß, der mit der Band The Soul Grabbers probt.“ Der Paulo Achenza-Platte folgten Mitte bis Ende der 1990er-Jahre eine Reihe von Conte-Produktionen und Arrangements für das Label Schema von Fez Collective-Gruppen. „Schema war in dieser Ära sehr wichtig, weil sie uns die Möglichkeit gaben, ihr großartiges Studio mit der gesamten Ausrüstung – Sorriso Studios mit dem Toningenieur Tommy Cavalieri – und auch ihren Vertrieb zu nutzen.“, sagt Conte in einem Interview. 2000 veröffentlichte er dann sein erstes Album unter seinem eigenen Namen: Jet Sounds (mit der Single-Auskopplung Bossa per Due); dies war der Ausgangspunkt für Jet Sounds, den Höhepunkt von Contes zeitgenössischer Interpretation des filmischen Jazz, der von Samba und Bossa bis hin zu Sitar-Funk reichte. „Jet Sounds war das Album, das mir alle Türen geöffnet hat“, sagt Conte. Das Debütalbum von Nicola Conte präsentiert fast 20 Musiker, darunter Bruno Marini und Gianni Lenoci.
In den Vereinigten Staaten erschien das Album unter dem Titel Bossa per Due in einer leicht abgewandelten Version.

## Titelliste
- Nicola Conte: Jet Sounds (Rambling Records CHIME 1)[2]

1. Arabesque 3:34
2. Bossa Per Due 5:52
3. Dossier Omega 6:32
4. Il Cerchio Rosso 4:21
5. Fuoco Fatuo 3:37
6. Forma 2000 6:00
7. Missione a Bombay 4:43
8. Jazz Pour Dadine 3:51
9. The In Samba 5:54
10. La Coda Del Diavolo 4:22
11. Mambo De Los dandie 4:37
12. Jet Sounds 5:19
13. Trappola Mortale 3:36

## Rezeption
Jet Sounds stelle den Höhepunkt von Contes zeitgenössischer Interpretation des filmischen Jazz dar, der von Samba und Bossa Nova bis hin zu Sitar-Funk reiche, meint Andy Thomas (Daily Bandcamp).
„Eher nach Brasilien denn Italien fühlt man sich angesichts Nicola Contes Jet Sounds versetzt, denn geboten werden hier vor allem Bossa Nova- und Samba-Sounds, denen er allerdings gern auch mal eine Sitar unterlegt,“ hieß es bei Visions. Conte habe dem Album ein sehr organisches und mitreißendes Feeling verliehen. Dass er sich dabei hemmungslos bei seinen Vorbildern aus den 1960er-Jahren bedient habe, falle nicht weiter ins Gewicht, denn selbst wenn man sich mehr als einmal an eine vergessene Legende wie Walter Wanderley erinnert fühlt, habe dieser Hipster-Soundtrack genug Substanz, um neben den Idolen zu bestehen.